# Latające ryby
Latające ryby – dziewiąty solowy album poznańskiego rapera donGURALesko. Wydany został 7 czerwca 2019 roku nakładem wytwórni muzycznej Shpady w dystrybucji My Music. Nagrania wyprodukowali The Returners, White House, Tailor Cut, Ceha, Killyrgod oraz James Wantana.
Nagrania uzyskały certyfikat złotej płyty.

## Lista utworów
| Nr  | Tytuł utworu                          | Producent     | Długość |
| --- | ------------------------------------- | ------------- | ------- |
| 1.  | „Lustro”                              | -             | 1:03    |
| 2.  | „Echo”                                | The Returners | 4:24    |
| 3.  | „Podróż do źródeł czasu”              | White House   | 4:34    |
| 4.  | „Latające Ryby”                       | White House   | 4:07    |
| 5.  | „Nie ma takiej ceny”                  | James Wantana | 3:18    |
| 6.  | „Upadek”                              | Tailor Cut    | 4:18    |
| 7.  | „Turoń (scratche. DJ Kostek)”         | White House   | 4:46    |
| 8.  | „Jonasz”                              | White House   | 3:20    |
| 9.  | „Powidoki”                            | White House   | 4:07    |
| 10. | „Wielki Błękit (scratche. DJ Kostek)” | Ceha          | 3:33    |
| 11. | „Archipelag Wysp Szczęśliwych”        | Killyrgod     | 3:35    |
| 12. | „Ostatnia Ryba (scratche. DJ Kostek)” | White House   | 4:41    |
| 13. | „Migają Lampy 2”                      | The Returners | 3:10    |
| 14. | „20”                                  | The Returners | 3:45    |
| 15. | „Dziadu”                              | The Returners | 4:55    |
| 16. | „Muzyka Miast”                        | The Returners | 4:27    |
|     |                                       |               | 1:02:03 |

## Twórcy
W nawiasach podano numery utworów.
| - donGURALesko - słowa, rap - Przemysław Ślużyński - realizacja nagrań, miksowanie, mastering - Łukasz "Limps" Koniecko - projekt i skład okładki - Marta "Martiszu" Ludwiszewska - oprawa graficzna |  | - DJ Kostek - scratche (7, 10, 12) - White House - produkcja (3, 4, 7, 8, 9, 12) - The Returners - produkcja (2, 13, 14, 15, 16) - James Wantana - produkcja (5) - Tailor Cut - produkcja (6) - Ceha - produkcja (10) - Killyrgod - produkcja (11) |

Nagrania zrealizowane zostały w MM Studio w Poznaniu.